# Teresa Nicolau Parody
Teresa Nicolau Parody (Madrid, 1817-San Sebastián, 13 de agosto de 1895) fue una pintora y miniaturista española del siglo XIX.

## Biografía
De origen aristocrático, fue hija de Concepción Parody, hija del cónsul general de las Dos Sicilias, y de Isidro Nicolau, secretario del rey Fernando VII. Fue discípula del pintor de cámara Vicente López Portaña. Aunque comenzó pintando al óleo, pronto se especializó en copias y miniaturas.
En 1833 Fernando VII le concedió una pensión de 200 ducados anuales. En 1838 solicitó a la Real Academia de Bellas Artes de San Fernando el título de académica de mérito, ya que había expuesto en alguna de sus convocatorias anuales. Se le aceptó su petición y fue nombrada Académica de mérito por la Miniatura. Para conseguirlo, había presentado dos miniaturas una de San José y otra de una virgen. Ese mismo año también fue nombrada por la Real Academia de Bellas Artes de San Carlos de Valencia por su miniatura La Virgen de la Contemplación. Participó en la exposición de la Academia de Bellas Artes de 1840 con el San José por el que había sido admitida en la Academia. Siguió exponiendo consiguiendo menciones honoríficas en 1858 y 1867. Expuso también en la exposición organizada por la Academia de Bellas Artes de Barcelona. La mención de 1866 fue por su miniatura Jesucristo con la cruz a cuestas, una copia de Sebastiano del Piombo. En 1878 solicitó encargarse de la restauración de todas las miniaturas y óleos de Palacio y los reales sitios, pero no hay constancia de la respuesta.
Sus obras religiosas de que tenemos noticia son las siguientes: La Magdalena en el desierto, Rebeca dando de beber al ganado de Labán, original; Santa Teresa de Jesús, La Verónica, San Juan Capistrano en el momento de presentar los Evangelios en la plaza de Roma, San Juan Bautista en el desierto, San José con el Niño Jesús en los brazos, Jesucristo con la cruz al hombro y soldados en el fondo, La prisión de Jesús, copia de Teniers, en tamaño grande; Muerte de San Francisco, una Virgen, copia de Sassoferrato, existente en el Museo del Prado, y otra Virgen, copia de Leonardo da Vinci.
Su marido fue el humanista e historiador Antonio Rotondo, con quien tuvo dos hijos. Pasó varios periodos de su vida en el extranjero. Ambos dominaban varios idiomas y una de sus aficiones era la investigación histórica. Nicolau murió en San Sebastián el 13 de agosto de 1895, lugar donde veraneaba y donde está su tumba.
Fue retratada por su maestro Vicente López Portaña en 1835. Este retrato se conserva en el Museo del Prado. A su vez, ella retrató a su maestro en 1850.

## Estilo
Se especializó en miniatura sobre marfil aunque también lo hizo sobre pergamino, copiando principalmente a los maestros del Museo del Prado.Es característico de sus retratos el tratamiento de los cabellos, trabajados pelo a pelo y rematando las puntas con toques marrones, y el color intenso con el que están pintados los ojos, aplicando un grueso punto de albayalde en el lado izquierdo del iris.